# Bougainville (Somme)
Bougainville település Franciaországban, Somme megyében. Lakosainak száma 395 fő (2022. január 1.). Bougainville Briquemesnil-Floxicourt, Fluy, Fresnoy-au-Val, Molliens-Dreuil, Oissy és Saint-Aubin-Montenoy községekkel határos.

## Népesség
A település népességének változása:
| Lakosok száma | 440  | 447  | 453  | 448  | 435  | 422  | 409  | 401  | 395  |
|               | 2013 | 2015 | 2016 | 2017 | 2018 | 2019 | 2020 | 2021 | 2022 |